# Café de Colombia (Radsportteam)

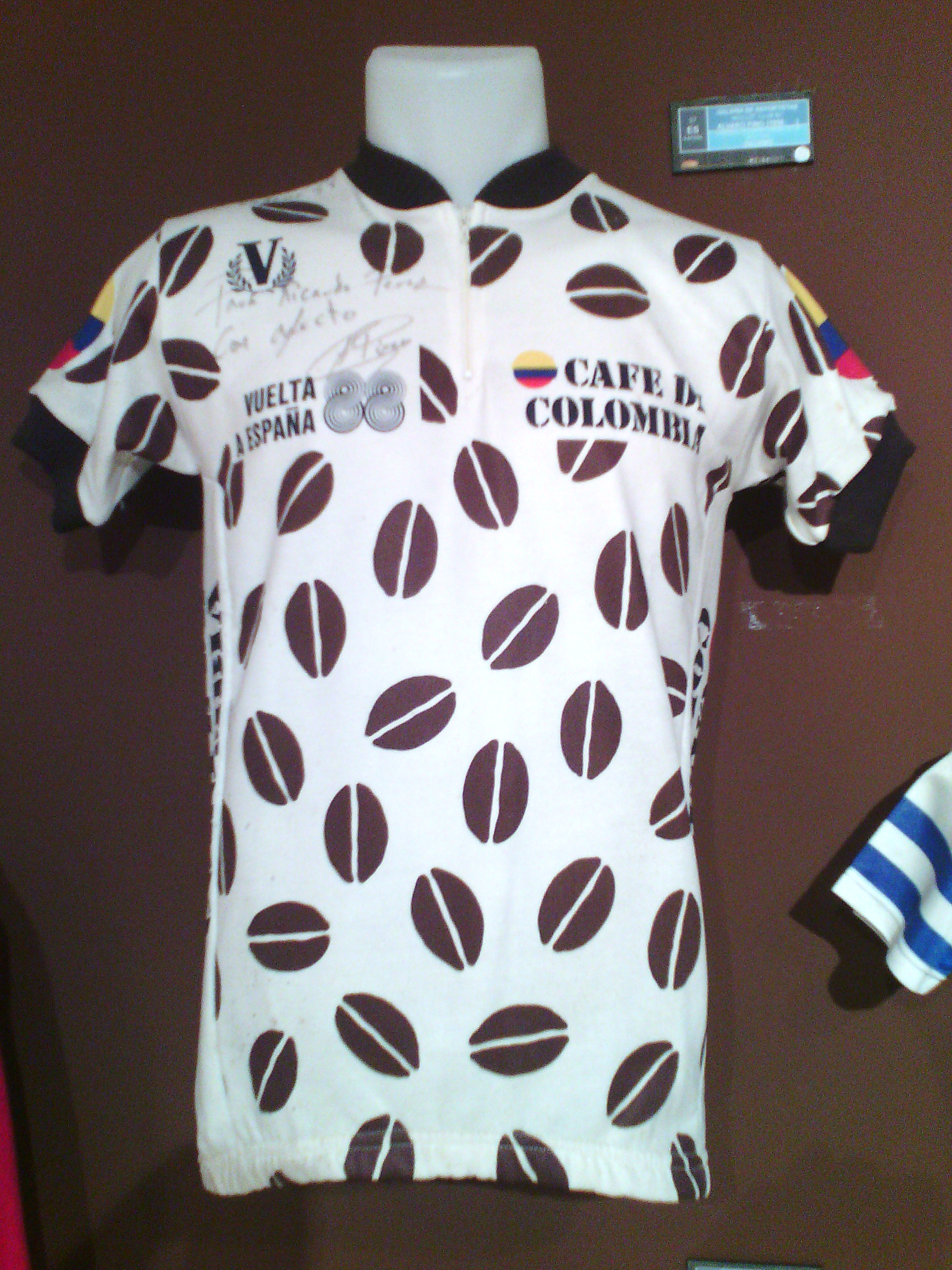
Teamtrikot Vuelta a España 1988

Café de Colombia, Café de Colombia-Mavic oder Varta-Café de Colombia war ein kolumbianisches professionelles Radsportteam, das von 1985 bis 1990 bestand. Nicht zu verwechseln mit den Teams Café de Colombia-Colombia es Pasión oder Varta–ELK Haus.

## Geschichte
Das Team wurde 1983 als Amateurteam gegründet. 1983 nahm das Team mit Amateurstatus an der Tour de France teil und konnte Platz 16 in der Gesamtwertung erzielen. Außerdem konnte das Team die Vuelta a Colombia und die Vuelta a Cundinamarca gewinnen. Bei der Teilnahme an der Tour de France 1984 konnte das Team sogar einen Etappensieg auf der Etappe nach Alpe d’Huez und Platz 12 in der Gesamtwertung erwirken. Außerdem wurde die Vuelta a Colombia, die Clásico RCN und die Vuelta a Antioquia gewonnen. Ab 1985 fuhr das Team mit Profilizenz und konnte seine Erfolge und gute Ergebnisse hauptsächlich bei Etappenrennen erzielen. Neben den Siegen wurde Platz 5 bei der Vuelta a España und bei der Critérium du Dauphiné sowie Platz 7 bei der Tour de France erreicht. 1986 konnte das Team Platz 7 bei der Circuit Cycliste Sarthe, Platz 8 bei der Vuelta a España, Platz 16 beim Critérium du Dauphiné und Platz 21 bei der Tour de France erwirken. Im Folgejahr sorgte das Team für den ersten kolumbianischen Erfolg bei der Vuelta a España. Es siegte Luis Herrera vor Reimund Dietzen und Laurent Fignon. Weitere gute Platzierungen gelangen dem Team mit den Plätzen 2 beim Critérium du Dauphiné, Platz 3 bei der Tour de Suisse, Platz 4 bei der Katalonien-Rundfahrt und Platz 5 bei der Tour de France. 1988 konnte neben den Siegen Platz 6 bei der Tour de France, zehnte Plätze bei der Route du Sud, der Katalonien-Rundfahrt und der Trofeo Masferrer erzielen. Neben den guten Ergebnissen beim Giro d’Italia erwirkte das Team Platz 2 beim Chrono des Herbiers, Platz 8 bei der Katalonien-Rundfahrt, Platz 10 beim Critérium du Dauphiné und bei Paris-Nizza, Platz 12 bei der Vuelta a España und Platz 19 bei der Tour de France. 1990 konnte das Team Platz 3 bei der Trofeo Masferrer, Platz 4 bei der Clásico RCN, Platz 10 bei der Katalonien-Rundfahrt und Platz 12 bei der Vuelta a España erreichen. Am Ende der Saison 1990 wurde das Team aufgelöst.
Hauptsponsor 1985 war der deutsche Batterienhersteller Varta. 1986 wurde die kolumbianische Federación Nacional de Cafeteros de Colombia (dt. Nationalverband der Kaffeeanbauer von Kolumbien) Hauptsponsor mit seiner Marken Cafe de Colombia.

## Erfolge
1985
- drei Etappen,  Bergwertung und  Nachwuchswertung Tour de France
- eine Etappe Vuelta a España
- Gesamtwertung und drei Etappen Tour de l’Avenir
- eine Etappe Critérium du Dauphiné
- eine Etappe Vuelta a Colombia
- Gesamtwertung und zwei Etappen Vuelta a Cundinamarca
- Kolumbianischer Meister – Straßenrennen

1986
- eine Etappe Vuelta a España
- Gesamtwertung und drei Etappen Vuelta a Colombia
- Gesamtwertung und drei Etappen Clásico RCN
- Gesamtwertung und drei Etappen Vuelta a Boyacà
- Kolumbianischer Meister – Straßenrennen

1987
- Gesamtwertung,  Bergwertung und eine Etappe Vuelta a España
- Gesamtwertung und vier Etappen Clásico RCN
- eine Etappe Critérium du Dauphiné
- eine Etappe Vuelta a Colombia
- eine Etappe und Bergwertung Tour de l’Avenir
- Bergwertung Tour de France
- Bergwertung Tour de Suisse

1988
- Gesamtwertung und eine Etappe Critérium du Dauphiné
- Gesamtwertung und zwei Etappen Vuelta a Colombia
- eine Etappe Vuelta al Táchira
- eine Etappe Clásico RCN

1989
- zwei Etappen und  Bergwertung Giro d’Italia
- eine Etappe Vuelta a España
- zwei Etappen Clásico RCN

1990
- zwei Etappen Vuelta a España
- Gesamtwertung und vier Etappen Vuelta al Táchira
- drei Etappen Vuelta a Colombia
- zwei Etappen Vuelta a Cundinamarca
- eine Etappe Clásico RCN
- zwei Etappen GP Internacional de Café
- Spanischer Meister – Straßenrennen

## Weitere Platzierungen
| Grand Tour            | 1983 | 1984 | 1985 | 1986 | 1987 | 1988 | 1989 | 1990 |
| --------------------- | ---- | ---- | ---- | ---- | ---- | ---- | ---- | ---- |
| Vuelta a EspañaVuelta | –    | –    | 5    | 8    | 1    | 16   | 12   | 12   |
| Giro d’ItaliaGiro     | –    | –    | 42   | –    | –    | –    | 18   | –    |
| Tour de FranceTour    | 16   | 12   | 7    | 21   | 5    | 6    | 19   | –    |

## Bekannte ehemalige Fahrer
- Luis Herrera (1985–1990)
- Fabio Parra (1985–1987)
- William Palacio (1986–1987)
- Abelardo Rondón (1986–1988)
- Mario Scirea (1989)
- Jesper Worre (1989–1990)
- Hernán Buenahora (1990)